# Maison des Terrasses
La Maison des Terrasses est un bâtiment de style moderniste édifié par l'architecte Raphaël Delville (1894 - 1970) à Uccle, une commune de Bruxelles en Belgique.

## Localisation
La Maison des Terrasses est située au numéro 16 de l'avenue de l'Échevinage près de l'avenue Brugmann, dans les quartiers huppés du sud de Bruxelles.

## Historique
La Maison des Terrasses a été construite en 1935 par Raphaël Delville en style « paquebot »,,.
L'édifice ne fait pas l'objet d'un classement au titre des monuments historiques mais il figure à l'Inventaire du patrimoine architectural de la Région de Bruxelles-Capitale sous la référence 27236.

## Architecture
D'un style moderniste élégant, ce bâtiment à toit plat présente une façade enduite et peinte en blanc.
« La Maison des Terrasses, toute en décrochements délaisse l'ornementation au profit de l'expression plastique des volumes » : elle est « conçue comme un jeu de courbes et de terrasses astucieusement articulées ».
Au rez-de-chaussée, la façade est percée, à gauche, de la porte d'entrée en métal précédée de quelques marches et, à droite, de la porte de garage, toutes deux surmontées du balcon en porte-à-faux du premier étage.
La façade, en retrait par rapport à la rue, est typique du modernisme des années 1930, qui se pare de variations sur le thème des paquebots transatlantiques qui lui vaudront le surnom de style « paquebot » : tour évoquant la cheminée d'un paquebot, balcons courbes semblables à des bastingages, mâts, hampes de drapeaux, hublots, mouvements de vagues dans la façade, etc... Ici, la façade est ornée au premier et au deuxième étage de grands balcons courbes précédés de garde-corps réalisés en tubes d'acier. La terrasse du premier étage est surmontée d'élégant auvent en forme de disque.
Par ailleurs, la Maison des Terrasses respecte deux des éléments de doctrine du mouvement moderne, formulés en 1926 par l'architecte (suisse à l'époque) Charles-Édouard Jeanneret-Gris, dit Le Corbusier, dans ses « Cinq points d'une architecture nouvelle » :
- la fenêtre horizontale ou fenêtre en bandeau ;

- le toit-terrasse qui fait fonction de solarium[8] et constitue un lieu extérieur privé, à l'ensoleillement maximum.

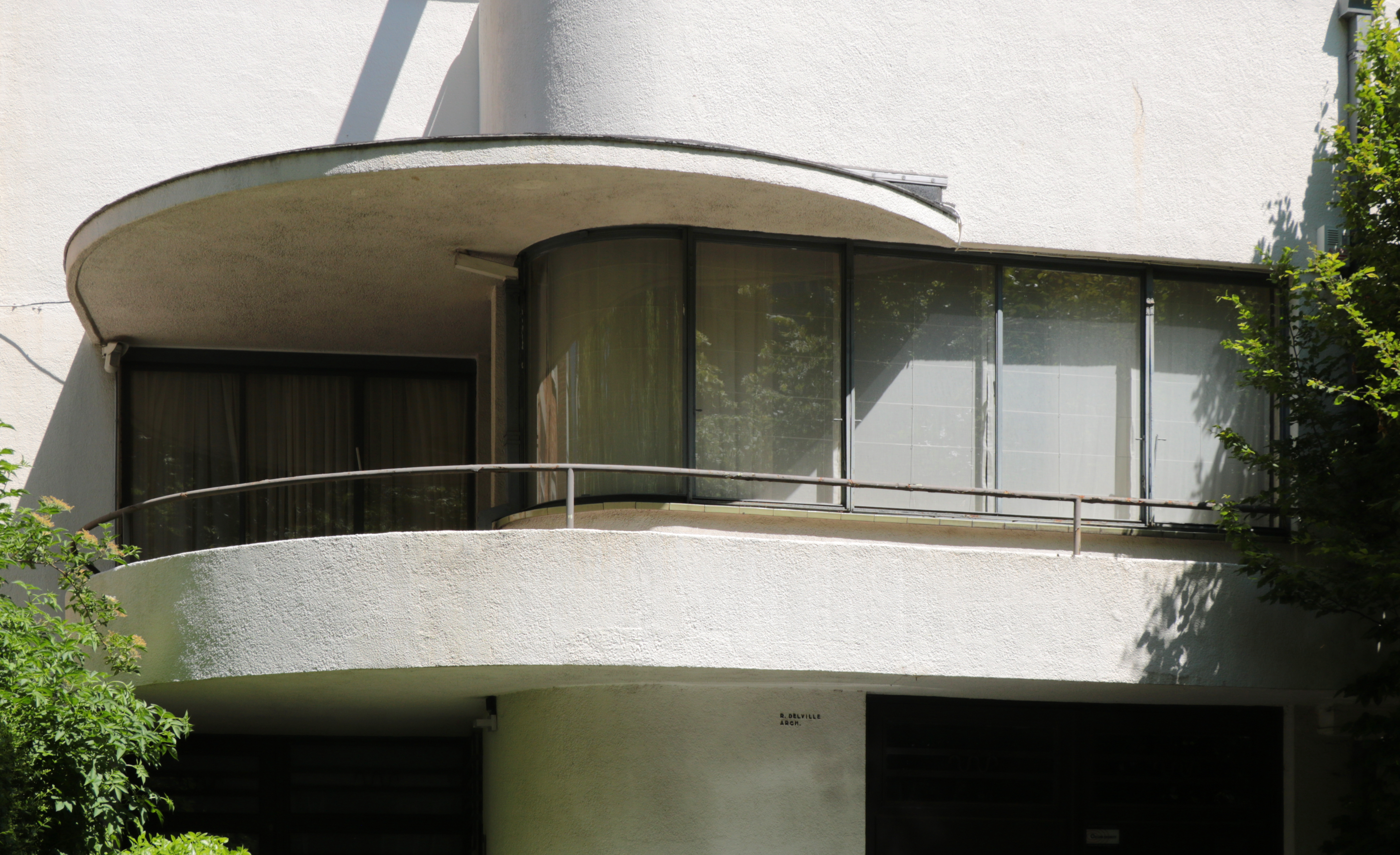
Balcon et fenêtre en bandeau.
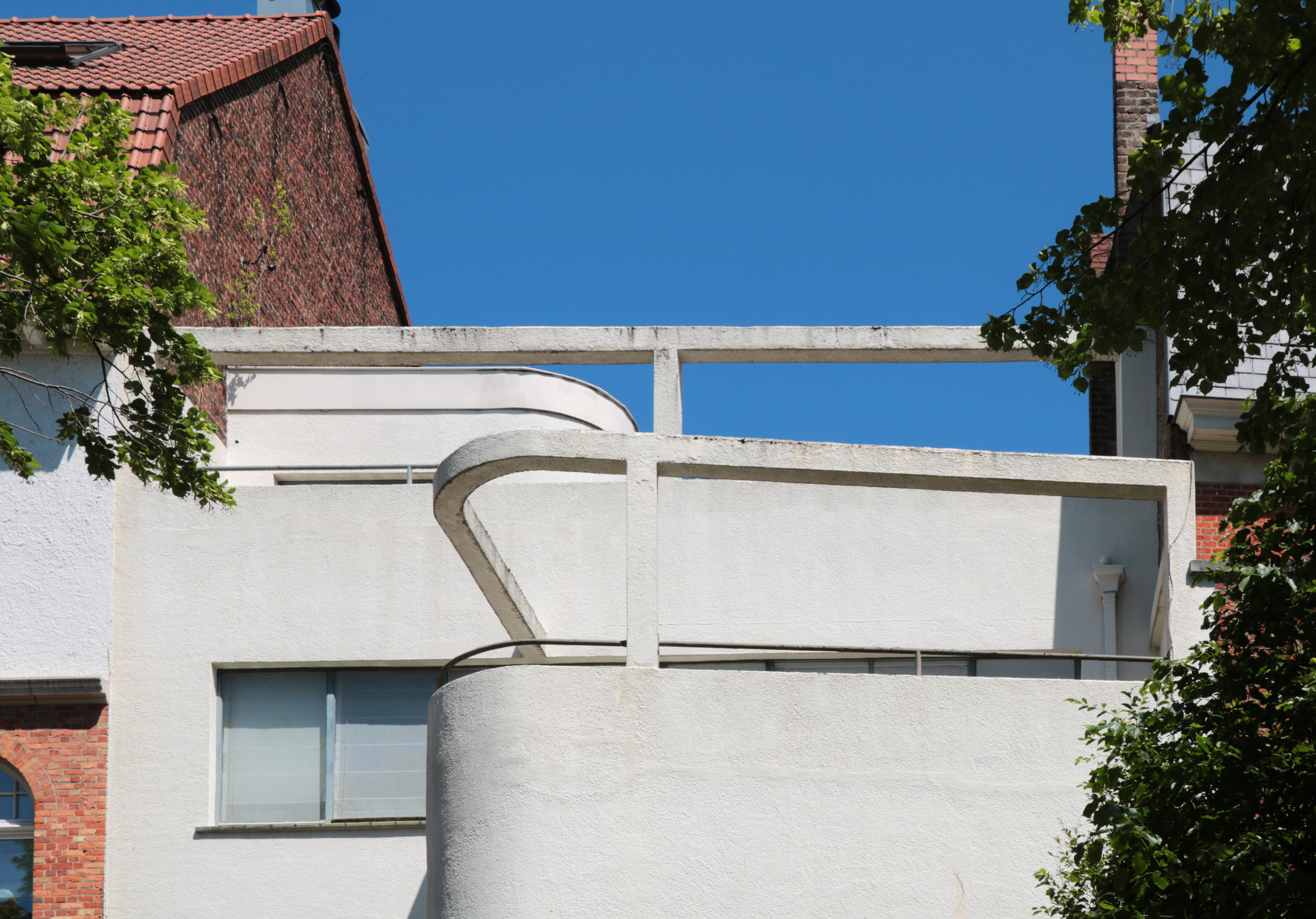
Toit-terrasse.
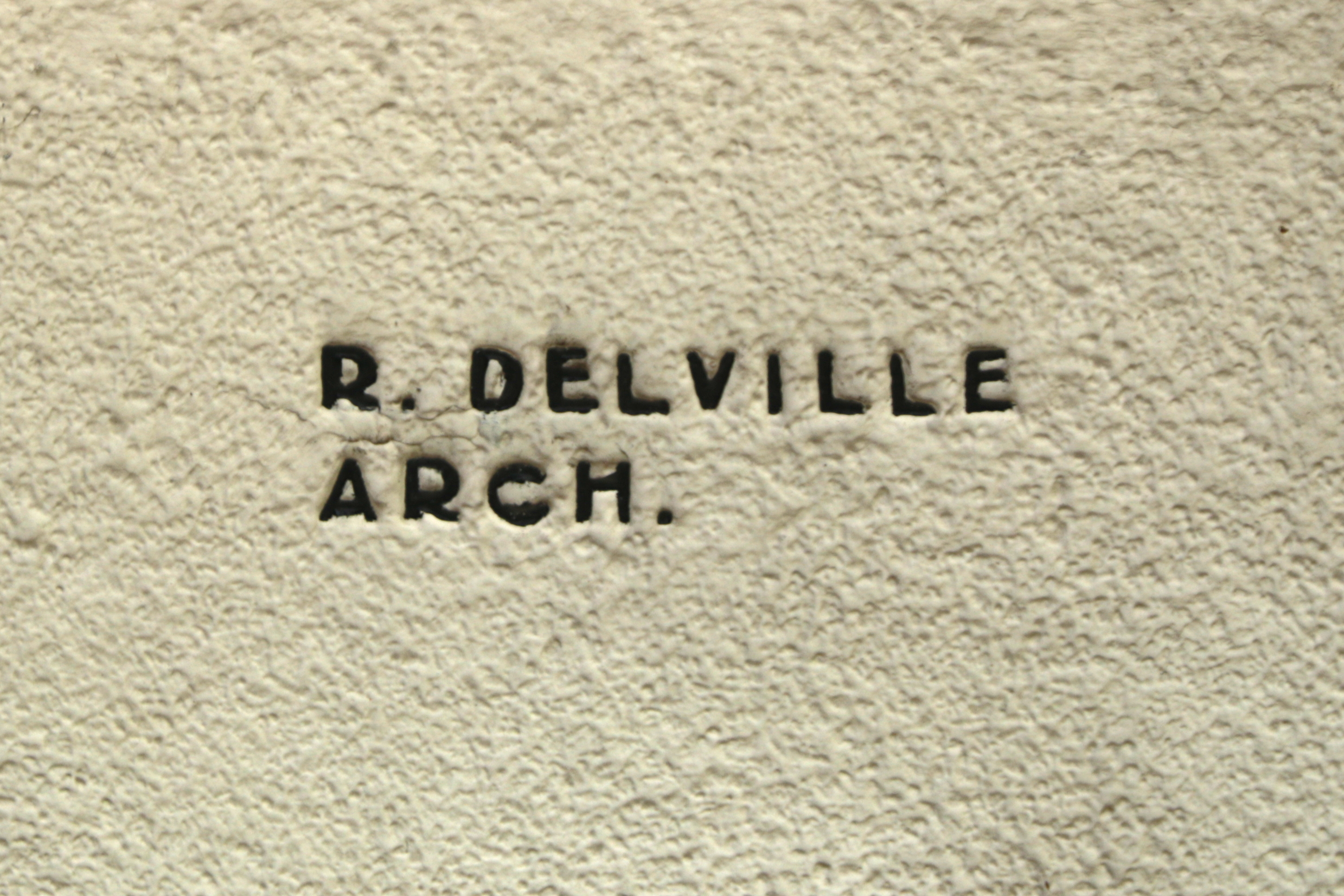
Signature.